# Saulius Nefas
Saulius Nefas (ur. 8 grudnia 1960 w Towianach) – litewski nauczyciel i samorządowiec, poseł na Sejm Republiki Litewskiej (2004).

## Życiorys
Po ukończeniu szkoły średniej w Towianach w 1978 podjął studia na wydziale historyczno-pedagogicznym Wileńskiego Instytutu Pedagogicznego. W 1983 został absolwentem tej uczelni, rozpoczynając pracę nauczyciela w szkołach średnich w Oniksztach oraz w Wieszyntach. W 1997 otworzył przewód doktorski na macierzystej uczelni.
W 1989 zaangażował się w działalność polityczną w ramach Sąjūdisu. W 1993 wstąpił do Związku Ojczyzny. W latach 1990–1995 pełnił funkcję dyrektora szkoły średniej w Oniksztach. Od 1995 do 1997 sprawował mandat radnego rejonu oniksztyńskiego, zajmując stanowisko jego starosty.
W wyborach w 2000 bez powodzenia startował w okręgu jednomandatowym Onikszty-Kupiszki oraz z listy krajowej konserwatystów. 29 czerwca 2004 objął na pięć miesięcy mandat posła na Sejm z ramienia Związku Ojczyzny.
Po odejściu z parlamentu zajął się pracą naukową w katedrze administracji publicznej Uniwersytetu Michała Römera w Wilnie.